# Cœur-de-la-Vallée
Cœur-de-la-Vallée è un comune francese di 645 abitanti situato nel dipartimento della Marna nella regione del Grand Est. È stato istituito il 1º gennaio 2023 dalla fusione dei precedenti comuni di Binson-et-Orquigny, Reuil e Villers-sous-Châtillon.